# Short Cuts (película)
Short Cuts (en español Ciudad de ángeles o Vidas cruzadas) es una película estadounidense de 1993 dirigida por Robert Altman, inspirada en una serie de historias cortas y un poema del maestro del cuento estadounidense Raymond Carver. Sustituyendo las ambientaciones habituales de Carver por la ciudad de Los Ángeles, California, la película entrama fragmentariamente los relatos, conformando una narración. En total, son veintidós personajes, los cuales esporádica e incluso incidentalmente se entrecruzan. De ahí el título de la película en español. 

## Reparto
Como es habitual, Altman se rodeó de un elenco de artistas para hacer una obra coral y sin un protagonista claro. Así, el reparto de Vidas cruzadas es el siguiente: 
| Actor                | Personaje       |
| -------------------- | --------------- |
| Jack Lemmon          | Paul Finnigan   |
| Frances McDormand    | Betty Weathers  |
| Tim Robbins          | Gene Shepard    |
| Julianne Moore       | Marian Wyman    |
| Robert Downey Jr.    | Bill Bush       |
| Lily Tomlin          | Doreen Piggot   |
| Fred Ward            | Stuart Kane     |
| Andie MacDowell      | Ann Finnigan    |
| Bruce Davison        | Howard Finnigan |
| Matthew Modine       | Dr. Ralph Wyman |
| Anne Archer          | Claire Kane     |
| Jennifer Jason Leigh | Lois Kaiser     |
| Christopher Penn     | Jerry Kaiser    |
| Lili Taylor          | Honey Bush      |
| Madeleine Stowe      | Sherri Shepard  |
| Tom Waits            | Earl Piggot     |
| Peter Gallagher      | Stormy Weathers |
| Jarrett Lennon       | Chad Weathers   |
| Annie Ross           | Tess Trainer    |
| Lori Singer          | Zoe Trainer     |
| Lyle Lovett          | Andy Bitkower   |
| Buck Henry           | Gordon Johnson  |
| Huey Lewis           | Vern Miller     |
| Dirk Blocker         | Dinner Customer |

## Libros
Short Cuts fue publicado con el mismo nombre que la película en 1994, un año posterior a esta. Aquí se recopilan la mayor parte de los relatos utilizados en la adaptación, a excepción de "Tanta agua tan cerca de casa", "Dile a las mujeres que nos vamos" y "Algo sencillo y bueno", los cuales están contenidos en Principiantes, texto original previo a De qué hablamos cuando hablamos de amor. Este último cuento no está incluido en el libro Short Cuts, pero sí forma parte de la película. Por otro lado, el poema "Limonada" está contenido en la antología de poesía completa de Carver, Todos Nosotros.
1. "Vecinos"
2. "No son tu marido"
3. "Vitaminas"
4. "¿Quieres hacer el favor de callarte, por favor?"
5. "Tanta agua tan cerca de casa" (Principiantes)
6. "Parece una tontería"
7. "Jerry, Molly y Sam"
8. "Recolectores"
9. "Dile a las mujeres que nos vamos" (Principiantes)
10. "Limonada" (poema) (en Todos Nosotros)
11. "Algo sencillo y bueno" (Principiantes)